# Генералка
Генера́лка (рос. Генералка) — селище у складі Краснощоковського району Алтайського краю, Росія. Входить до складу Чинетинської сільської ради.

## Населення
Населення — 38 осіб (2010; 75 у 2002).
Національний склад (станом на 2002 рік):
- росіяни — 99 %